# Istanbul
Istanbul (turski: İstanbul), na hrvatskome još se naziva ili nazivao Carigrad, Stambol ili Stambul, turski je grad smješten na Bosporskom tjesnacu, negdašnja je prijestolnica triju velikih carstava: Rimskog (330. – 395.), Bizantskog (395. – 1453.) i Osmanskog (1453. – 1923.). Nakon osnivanja moderne Republike Turske, Ankara je proglašena njezinim glavnim gradom. Ipak, Istanbul je najveći grad u Turskoj, te je njeno kulturno i gospodarsko središte.
Istanbul je izabran za Europski glavni grad kulture za 2010. godinu, zajedno s Pečuhom u Mađarskoj i Essenom u Njemačkoj.

## Imena grada
Najstarije ime za ovaj grad, ono koje su mu dodijelili grčki kolonisti iz Megare jest Bizantion (grčki: Βυζάντιον, latinično: Byzantion, latinski naziv: Byzantium).  Jedno kratko vrijeme u 3. stoljeću, grad je nosio ime Augusta Antonina koje mu je dao car Septimije Sever u čast svoga sina.
Kad je Konstantin Veliki grad učinio istočnom prijestolnicom Carstva, grad se nazivao Drugi Rim (latinski: Secunda Roma, grčki: Δευτέρα Ρώμη). Od 5. stoljeća koristi se i naziv Novi Rim (latinski: Nova Roma, grčki: Νέα Ρώμη).
Umjesto naziva Novi Rim uskoro se češće počeo koristiti naziv Konstantinopol ili Konstantinopolis (grčki: Κωνσταντινούπολις, latinično: Kōnstantinoupolis, latinski naziv: Constantinopolis) što znači „Konstantinov grad”. Osim ovog naziva, u Bizantu se često grad oslovljavao kao „Kraljica gradova” (Βασιλίς τῶν πόλεων), a u kolokvijalnom govoru obično se koristio samo naziv „Grad” (starogrčki: ἡ Πόλις, latinično: hē Polis, novogrčki: η Πόλη, i Poli).
U islamskom svijetu grad je bio poznat pod nazivima – arapski: القسطنطينية, latinično: al-Qusṭanṭiniyah, osmanski turski: قسطنطينيه, latinično: Kostantiniyye. Nakon osvajanja Carigrada 1453. godine, ovo je bilo službeno ime u osmanskom turskom jeziku, te se koristilo do pada Carstva 1923. godine. U perzijskom i arapskom jeziku također su se prije koristili i nazivi kao Rūmiyet al-kubra (Veliki grad Rimljana) ili Taht-i Rūm (Prijestolnica Rimljana) i sl.
Naziv İstanbul prvi se put spominje u 10. stoljeću u armenskim i arapskim pa onda turskim izvorima. Ime dolazi od grčkog izraza εἰς τὴν Πόλιν ili στην Πόλη, što znači „u grad”. Ovaj se naziv koristio u govornom jeziku i prije osmanskog osvajanja grada te se tako koristio i za vrijeme osmanske vladavine premda je službeni naziv bio قسطنطينيه, (Kostantiniyye). Nakon stvaranja Turske Republike 1923. godine, ovaj je naziv proglašen jedinim službenim nazivom grada, te su turske vlasti od stranaca zahtijevale korištenje ovog naziva umjesto neturskih naziva kao Konstantinopol ili Carigrad. Također se ponekad koristio i naziv Stambul, što je ukinuto proglašenjem novog službenog naziva. U 17. i 18. stoljeću neko se vrijeme paralelno uz službeni osmanski naziv Kostantiniyye, koristio i naziv İslambol ili İslambul u nekim djelima i dokumentima. Kao i Bizantinci, i Turci su u otomansko vrijeme dodavali gradu neka počasna imena, kao: Dersaadet (در سعادت – „Vrata blagostanja”), Derâliye (در عاليه) ili (Bâb-ı Âlî باب عالی „Visoka ili uzvišena porta”), ili Pâyitaht (پایتخت, „Stolica prijestolja”), koja su obično označavala vlast.
U istočnim i južnim slavenskim jezicima, pa tako i u hrvatskom ranije se rabio ili se još rabi naziv Carigrad (staroslavenski jezik: Цѣсарьградъ, crkvenoslavenski: Царьгра̀дъ, ruski jezik: Царьгра́д, bugarski jezik: Ца̀риград, ukrajinski jezik: Царгород, zapadni južnoslavenski jezici: Цариград, tj. latinično: Carigrad). Ovaj je naziv spoj slavenskih riječi car i grad te vjerojatno dolazi od grčkog izraza Βασιλέως Πόλις (latinično: Basiléōs Pólis), što znači „grad cara” (ili kralja). Ime je prešlo i u rumunjski jezik u obliku Ţarigrad.
Srednjovjekovni Vikinzi, točnije Varjazi, za ovaj su grad koristili staronordijsko ime Miklagarðr [od mikill („veliko”) i garðr („grad”)]. Ovo se ime koristi i danas u islandskom jeziku u obliku Mikligarður.
Iako turska vlada nameće u svim jezicima službeni naziv „İstanbul”, mnogi jezici još uvijek koriste tradicionalna imena za taj grad. Tako se na modernom grčkom jeziku, grad još uvijek naziva Κωνσταντινούπολη (Konstantinupoli), na armenskom Bolis, na hebrejskom קושטא (Kušta) itd. Tako se i u hrvatskom može koristiti naziv Carigrad.

## Povijest

### Bizantion
Bizantion (starogrčki: Βυζάντιον, latinski: Byzantium, novogrčki: Βυζάντιο) bilo je kolonijalno naselje Grka iz Megare iz 667. pr. Kr., koje je dobilo ime po njihovu kralju Bizi (grčki: Βύζας, Βύζαντας).
Nakon svrstavanja s Pescenijem Nigerom, protiv Septimija Severa, grad je bio pod rimskom opsadom, te je pretrpio znatnu štetu 196. godine. Septimije Sever obnovio je grad koji je ubrzo opet bio u usponu.

### Bizantsko Carstvo
Položaj Bizantiona motivirao je Konstantina Velikog na utemeljenje Novog Rima (latinski: Nova Roma) tj. Konstantinopola (grčki: Κωνσταντινούπολις, latinično: Kōnstantinoupolis, latinski: Constantinopolis). Po legendi, proročanski san pokazao mu je položaj grada. Konstantinopol je postao i ostao prijestolnica Istočnog Rimskog Carstva ili Bizantskog Carstva, sve do njegova pada 1453. godine.
Povoljan položaj grada između Europe i Azije bio je vrlo važan za razvoj trgovine i kulture. Zbog važnog strateškog položaja, Carigrad je kontrolirao putove između Azije i Europe, kao i prolaz iz Sredozemnog mora u Crno more.
Carigrad je, kao glavni grad Bizanta, bio najveći grad u Europi, te su ga Grci zvali i Poli („Grad”), jer je bio središte helenskog svijeta. 1204. godine grad su osvojili i opljačkali križari u Četvrtom križarskom ratu, a ponovno su ga osvojili Nicejanci 1261. godine, pod vodstvom Mihajla VIII. Paleologa.
Padom Rima i Zapadnog Rimskog Carstva, grad je postao jedini glavni grad onoga što danas povjesničari zovu Bizant ili Bizantsko Carstvo (ovaj termin uveden je tek u 18. stoljeću). Ovo je carstvo imalo grčku kulturu te je postalo središte pravoslavlja, nakon odjeljenja od rimske Crkve. U ovom se carstvu nalazilo mnoštvo crkvi, uključujući Aju Sofiju, najveću svjetsku katedralu. Grad je još uvijek sjedište carigradskog patrijarha, duhovnog vođe pravoslavne Crkve.

### Osmansko Carstvo
Nakon opsade duge 53 dana, 29. svibnja 1453. godine, sultan Mehmed II. Osvajač ušao je u Carigrad kroz veliku rupu u Teodezijevim zidovima koju je napravio njegov top. Carigrad je 1453. godine postao treća prijestolnica Osmanskog Carstva.
Mehmed je stanovništvo obnovio prisilnim useljivanjem Grka, Židova, Armenaca i muslimana iz novoosvojenih područja.
Veliki bazar i Palača Topkapı podignuti su nekoliko godina nakon turskog osvajanja. U gradu su podignute džamije, kao džamija Fatih, zajedno s pripadajućim školama i kupalištima. U grad je naseljeno novo stanovništvo koje se sastojalo od židova, kršćana i muslimana, koji su doseljeni iz svih dijelova Carstva.
Za vladavine Sulejmana država doživljava veliki umjetnički i arhitektonski razvitak. Arhitekt Sinan u gradu je napravio mnoge džamije i druge zgrade, a osmanska keramička umjetnost i kaligrafija također doživljava procvat.

Potkraj 16. stoljeća u oko 300 000 ljudi živjelo je unutar zidinama opasana poluotoka, a sveukupno 500 000 nastanjivalo je predgrađa oko Zlatnog roga i Bospora. Muslimani su tijekom carigradske povijesti činili otprilike polovicu žitelja, a ostatak su bile velike grčke pravoslavne, armenske, gruzijske i židovske zajednice te manje talijanske i romske skupine. Carstvo je grad dijelilo u susjedstva (mahalle), a njih u veće uporavne jedinice nahiye.
- Ulica u Eyüpu u 1890-ima.
- Stara Palača Galata
- Beyoğlu (Pera)
- Trg Tophane u 1890-ima.

Sufisti, koji su u to vrijeme bili vrlo rašireni po islamskom svijetu i koji su imali veliki broj slijedbenika, te sudjelovali u osvajanju grada, doselili su se u grad. U osmansko vrijeme u gradu je bilo aktivno preko 100 tekija. Veliki broj ovih tekija postoji i dan danas, neke u obliku džamija, a neke kao muzeji, npr. Cerrahilik (Cerrahiyye, osmanski turski: ﻰﺣﺍﺮﺟ), tekija u Fatihu, džamije i turbe Sünbül Efendi i Ramazan Effendi, također u Fatihu, Galata Mevlevihane u Beyoğluu, Yahya Effendi tekija u Beşiktaşu, te Bektaši (Bektaşi) tekija u Kadıköyu, koja alevijskim muslimanima služi kao cemevi (okupljalište).

### Republika Turska
Nakon osnivanja Republike Turske 1923. godine, glavni grad premješten je iz Carigrada u Ankaru. Službeno ime grada promijenjeno je iz Konstantiniyye u Istanbul.
U ranim godinama nove države, Istanbul je često zanemarivan u korist novog glavnog grada, ali u 1950-ima i 1960-ima grad doživljava veliki arhitektonski procvat. Grad s nekad brojnom grčkom zajednicom, pokušao se odreći svog grčkog porijekla u Istanbulskom pogromu 1955. godine, kada je veliki broj Grka napustio Tursku i odselio se u Grčku.
U 1950-ima, vlada Adnana Menderesa pokrenula je projekte gradnje novih cesta i tvornica diljem zemlje. U Istanbulu su sagrađene široke moderne ulice, ali nažalost zbog njih su srušene mnoge povijesne zgrade unutar grada.
Tijekom 1970-ih, gradsko stanovništvo počelo se naglo povećavati, zbog migranata iz Anatolije koji su došli tražiti posao u mnogim novim tvornicama sagrađenim u gradskim periferijama. Ovaj nagli rast stanovništva povećao je gradnju kuća i stambenih zgrada, od kojih su mnoge nekvalitetno sagrađene, te su uzrok velike smrtnosti u čestim potresima koji pogađaju grad. Veliki broj sela u okolici grada znatno se proširio i postao gradska periferija.

## Geografija

### Položaj
Istanbul se nalazi na južnom Bosporu, na dva kontinenta – zapadni je dio u Europi, dok je istočni u Aziji. Rukavac Zlatni rog dijeli europski dio na dva dijela. Između Mramornog mora i Zlatnog roga, nalazi se poluotok s najstarijim dijelom Istanbula. Na jugoistoku u Mramornom moru nalaze se Prinčevi otoci (Kızıl Adalar). Grad ima ukupnu površinu od 1538,77 km2. Šire područje grada, tj. provincija Istanbul prostire se na 5220 km2.

### Geologija
Istanbul se nalazi blizu sjevernoanatolijskog geološkog razloma, gdje se dodiruju afrička i euroazijska tektonska ploča. Ovaj je razlom odgovoran za mnoge katastrofalne potrese u ovom području.
1509. potres je uzrokovao cunami, koji je prešao gradske zidine te ubio više od 10 000 ljudi i uništio više od 100 džamija. 1766. godine u potresu je uništena džamija Eyüp. 1894. godine u potresu su uništeni mnogi dijelovi Velikog bazara. Katastrofalni je potres u kolovozu 1999. godine ubio oko 18 000 ljudi u İzmitu, a u zimi 2001. godine u pokrajini Afyon poginuo je 41 čovjek. Najveći uzrok katastrofalnih posljedica u ovim potresima nedovoljno je čvrsta i prebliza gradnja. Geolozi prognoziraju vrlo jaki potres prije 2025. godine, koji bi mogao biti jak oko 7,0 stupnjeva po Richterovoj ljestvici.

### Klima
Gradska je klima umjerena kontinentalna. Ljeta su u gradu vruća i vlažna, dok su zime kišovite te ponekad snježne. Godišnja je prosječna količina padalina 870 mm. Zbog vrlo visoke vlažnosti, temperature su mnogo izraženije. Prosječna je maksimalna temperatura u zimskim mjesecima između 7 °C i 9 °C. Tijekom zime snijeg pada prosječno tjedan ili dva. Prosječna je temperatura u ljetnim mjesecima 28 °C.
Najtopliji je mjesec u godini srpanj s prosječnom temperaturom od 23,2 °C, a najhladniji je siječanj s 5,4 °C. Najviša je zabilježena temperatura u gradu 40,5 °C u kolovozu 2000. godine, a najniža –16,1 °C u veljači 1927. godine. Vrijeme je obično osjetno hladnije u istočnom Istanbulu.
Grad je poprilično vjetrovit, s prosječnom brzinom vjetra od 17 kilometara na sat. Ljeto je najsuši dio godine, ali se ne događaju velike suše kao na zapadu, te se klima zato ne može smatrati sredozemnom.
| Mjesec   | Najviša temperatura (°C) | Najviša temperatura (°C) | Najniža temperatura (°C) | Najniža temperatura (°C) | Kišnih dana | Sunčanih dana |
|          | Prosjek                  | Najviša                  | Prosjek                  | Najviša                  |             | (dan)         |
| -------- | ------------------------ | ------------------------ | ------------------------ | ------------------------ | ----------- | ------------- |
| Siječanj | 9                        | 19                       | 3                        | –13                      | 18          | 2,6           |
| Veljača  | 9                        | 24                       | 2                        | –16                      | 15          | 3,3           |
| Ožujak   | 11                       | 27                       | 3                        | –11                      | 14          | 4,4           |
| Travanj  | 16                       | 33                       | 7                        | –2                       | 9           | 6,6           |
| Svibanj  | 21                       | 34                       | 12                       | 2                        | 8           | 8,9           |
| Lipanj   | 26                       | 37                       | 16                       | 6                        | 5           | 10,8          |
| Srpanj   | 29                       | 39                       | 18                       | 11                       | 4           | 11,7          |
| Kolovoz  | 29                       | 41                       | 20                       | 10                       | 3           | 11,3          |
| Rujan    | 25                       | 38                       | 15                       | 6                        | 6           | 8,5           |
| Listopad | 21                       | 33                       | 12                       | 3                        | 10          | 6,2           |
| Studeni  | 15                       | 27                       | 9                        | –7                       | 13          | 4,6           |
| Prosinac | 11                       | 22                       | 5                        | –12                      | 17          | 2,3           |

### Raspored grada
Istanbulski okruzi podijeljeni su u tri glavna područja:
- Povijesni poluotok na kojem se nalazi stari Carigrad sastoji se od dva okruga: Eminönü i Fatih. Ovo područje koje se naziva Stambul u kasnijem osmanskom razdoblju nalazi se na južnim obalama Zlatnog roga, koji odvaja stari grad od sjevernog dijela na europskoj strani koje se nazivalo Pera (što znači „druga strana”) u srednjovjekovnom razdoblju, a danas nosi naziv Beyoğlu. Povijesni poluotok završava s Teodezijevim zidinama na zapadu, gdje se nalaze Zlatna vrata, zajedno s tvrđavom Yedikule. Poluotok opasuje Mramorno more na jugu i Bospor na istoku.

- Sjeverno od Zlatnog roga povijesni je Beyoğlu (srednjovjekovna tvrđava Galata) i okrug Beşiktaş gdje se nalazi posljednja sultanova palača, uz koju su brojna bivša sela, kao Ortaköy i Bebek na obalama Bospora. I na europskoj i na azijskoj strani Bospora nalaze se ljetnikovci (Yalı) koje su gradili bogati stanovnici.

- Četvrti Üsküdar (bivši Chrysopolis, kasnije Scutari) i Kadıköy (bivši Chalcedon) nalaze se na azijskoj strani, te su prije bili odvojeni gradovi, kao i Pera. Danas se u njima nalaze stambene i poslovne zone, te u njima živi oko trećina istanbulskog stanovništva.

Poslovni i stambeni neboderi većinom se nalaze u sjevernim područjima europske strane grada, pogotovo u poslovnim okruzima, kao Levent, Maslak i Etiler, koji se nalaze između Bosporskog mosta i Fatih Sultan Mehmet mosta.
Zbog ubrzanog rasta stanovništva grada u drugoj polovici 20. stoljeća, na gradskoj periferiji počeli su se stvarati gecekondui (turska riječ za 'presagrađeno' kojom se opisuju naselja ilegalno napravljenih građevina koja se javljaju u predgrađima velikih turskih gradova kao što su Istanbul, Ankara, İzmir, i Bursa). Danas se ova naselja ruše i na njihovu se mjestu grade nove stambene zone.

## Stanovništvo

### Religije

#### Kratki osvrt
Gradska slika Istanbula oblikovana je mnogim kršćanskim i islamskim sakralnim građevinama. U nekim četvrtima, primjerice u Kuzguncuku, sakralne građevine različitih religija nalaze se jedna do druge. Daleko najveći dio stanovnika izjašnjava se pripadnicima islamske vjeroispovijesti. Važne su religijske manjine grčki pravoslavci, armenski kršćani i sefardski židovi.
U gradu se nalazi središte Carigradske patrijaršije, kojem i danas pripadaju mnoge pravoslavne crkve u Turskoj i kome je priznato počasno prvenstvo u pravoslavlju. Ovdje djeluju i nadbiskup turske pravoslavne općine, armenski nadbiskup kao i turski nadrabin.
Prijedlog nekih fundamentalista o ponovnom uspostavljanju džamije u Aji Sofiji – danas muzeju – najvjerojatnije se neće ostvariti u današnjoj sekularnoj Turskoj.

#### Islam
Muslimani su najbrojnija religijska skupina u Istanbulu, koja je podijeljena u više vjerskih smjerova. Najveći broj muslimana čine Suniti. Oko 15 % do 30 % muslimana izjašnjava se kao Aleviti i Alaviti (govornici arapskog).
2. rujna 1925. godine, Kemal Atatürk, osnivač moderne Turske, zabranio je tad vrlo brojni derviški red (tarikat). Veliki broj sljedbenika sufizma, islamskog misticizma, otad djeluje u tajnosti, te i danas imaju svojih sljedbenika. Budući da njihova zabrana vrijedi još i dan danas, većina djeluje u obliku kulturnih udruga.

#### Kršćanstvo
Grad je sjedište ekumenske patrijaršije, kome pripadaju neke pravoslavne crkve, te sjedište armenskog nadbiskupa, kao i nadbiskupa sriske pravoslavne (aramejske) općine. Svakodnevni život Armenaca, Grka i aramejskih manjina koji žive u Istanbulu, oblikovan je poslije Prvoga svjetskog rata, diskriminacijom i odmazdom.
1942. godine, uveden je porez na bogatstvo (varlık vergisi) za sve nemuslimane, a u rujnu 1955. godine izveden je teški pogrom pod korumpiranom vladom premijera Adnana Menderesa (Istanbulski ili Rujanski pogrom). 
Danas u Istanbulu živi oko 45 000 Armenaca i 2000 Grka, također postoji i manji broj bosporskih Nijemaca.

#### Judaizam
Sefardski Židovi žive u gradu već preko 500 godina. Oni su 1492. godine pobjegli s Iberijskog poluotoka, odakle su ih protjerali kršćani nakon pada maurskog carstva. Tada moćan sultan Bajazid II. (1481. – 1512.) poslao je veći dio osmanske flote u Španjolsku da bi spasio sefardske židove. Više od 200 000 židova, koji nisu željeli preći na kršćanstvo pobjegli su u Tanger, Alžir, Genovu, Marseille te poslije u Solun i na kraju u Istanbul. Sultan je dopustio naseljavanje 50 000 španjolskih Židova u Osmanskom Carstvu, te su u Istanbulu još i danas opstali sefardski židovi, čiji se broj procjenjuje na oko 20 000. Danas u Istanbulu možemo naći 20 sinagoga, od kojih je najvažnija Neve Şalom Sinagogu u četvrti Beyoğlu, koja je sagrađena 1951. godine. U Istanbulu je središte turskog nadrabina.

### Razvoj stanovništva
U novije vrijeme u Istanbul su se doselile mnoge nove etničke skupine, te tako u gradu postoje naselja kao: Arnavutköy (Albansko selo), Polonezköy (Poljsko selo) i Yeni Bosna (Nova Bosna).
Broj stanovnika Istanbula narastao je od 680 000 1927. godine na 1,3 milijuna 1955. godine. Godine 1975. u gradu je živjelo 2,5 milijuna ljudi. Danas grad ima skoro 10 milijuna ljudi, što znači da se broj stanovnika u 30 godina povećao četiri puta. Od 9 797 536 stanovnika, 6 486 993 živi u europskom dijelu, a 3 310 543 u azijskom dijelu grada (stanje 1. siječnja 2005.).
Zbog velike nezaposlenosti u jugoistočnoj Turskoj, mnogo se ljudi preselilo iz tih područja u Istanbul, gdje živi većinom na gradskim periferijama (Gaziosmanpaşa, Ziya Gökalp). Migranti, većinom iz istočne Anatolije, stigli su u grad u potrazi za kvalitetnijim životom i poslom, što u većini slučajeva nisu našli. Ovo rezultira novim gecekonduom na gradskoj periferiji gotovo svake godine. Ta se područja poslije razvijaju u naselja koja se potom integriraju u šire gradsko područje.
| Godina | Stanovništvo |
| ------ | ------------ |
| 330.   | 40 000       |
| 400.   | 400 000      |
| 530.   | 550 000      |
| 545.   | 350 000      |
| 715.   | 300 000      |
| 950.   | 400 000      |
| 1200.  | 150 000      |
| 1453.  | 36 000       |
| 1477.  | 75 000       |
| 1566.  | 600 000      |
| 1817.  | 500 000      |
| 1860.  | 715 000      |
| 1885.  | 873 570      |
| 1890.  | 874 000      |
| 1897.  | 1 059 000    |
| 1901.  | 942 900      |
| 1914.  | 909 978      |

| Godina         | Stanovništvo |
| -------------- | ------------ |
| listopad 1927. | 680 857      |
| listopad 1935. | 741 148      |
| listopad 1940. | 793 949      |
| listopad 1945. | 860 558      |
| listopad 1950. | 983 041      |
| listopad 1955. | 1 268 771    |
| listopad 1960. | 1 466 535    |
| listopad 1965. | 1 742 978    |
| listopad 1970. | 2 132 407    |
| listopad 1975. | 2 547 364    |
| listopad 1980. | 2 772 708    |
| listopad 1985. | 5 475 982    |
| listopad 1990. | 6 620 241    |
| studeni 1997.  | 8 260 438    |
| listopad 2000. | 8 803 468    |
| siječanj 2005. | 9 797 536    |
| siječanj 2006. | 10 034 830   |
| siječanj 2009. | 12 782 960   |
| siječanj 2010. | 13 120 596   |
| siječanj 2011. | 13 483 052   |
| prosinac 2012. | 13 854 740   |

Napomena: Broj stanovnika do 1914. procijenjen je i varira oko 50 % ovisno o istraživanju. Brojevi od 1927. do 2000. dobiveni su popisima stanovništva. Brojevi za 2005. i 2006. predviđanja su. 

## Gospodarstvo
Istanbul je središte turskog gospodarstva, čemu doprinosi povoljan geografski položaj. Grad pridonosi s oko 21.2 % u turskom BDP-u. U Istanbulu se skuplja oko 40 % ukupnih turskih poreza, te grad zapošljava petinu turskih industrijskih radnika. Od 1980. godine, rast je istanbulskog BDP-a oko 5 % godišnje.
U 1990-im godinama, tursko gospodarstvo, a pogotovo Istanbul, pogodile su dvije velike gospodarske krize. Prva je bila azijska financijska kriza, koja je trajala od srpnja 1997. godine do početka 1998. Druga je bila ruska kriza od kolovoza 1998. pa do sredine 1999. koja se vrlo negativno odrazila na istanbulski izvoz, koji čini veći dio turskog izvoza. Nakon ovih kriznih razdoblja, uslijedila je postupna reorganizacija istanbulskog gospodarstva.
Potres koji se dogodio 17. kolovoza 1999. godine, čiji je epicentar bio u İzmitu, također je prouzročio ekonomski šok u gradu. Osim materijalnih i ljudskih gubitaka, katastrofa je prouzročila pad BDP-a od 2 %.
Unatoč velikim ekonomskim šokovima, istanbulsko je gospodarstvo vrlo napredno, te je grad tursko industrijsko središte i u njemu se nalaze neke od najvećih turskih tvornica. Grad, zajedno sa svojom pokrajinom proizvodi: pamuk, voće, maslinovo ulje, svilu i duhan. Među najznačajnije industrijske proizvode spadaju: tekstil, guma, hrana, metali, koža, kemikalije, elektronika, papir, alkoholna pića i dr. U gradu se također nalaze i postrojenja za sastavljanje automobila i kamiona.
Važan dio gradskog gospodarstva čini turizam. Grad godišnje posjeti oko 3 milijuna turista, te grad ima vrlo velike prihvatne kapacitete, što se tiče smještaja i ugostiteljske ponude.

## Kultura
Zbog svog strateškog položaja Istanbul je imao važno mjesto u povijesti u posljednjih 2000 godina. On je mjesto miješanja raznih kultura i religija, te u gradu možemo vidjeti mnoštvo povijesnih džamija, crkava, sinagoga i palača. Zbog toga je povijesno središte Istanbula 1985. godine upisano na UNESCO-ov popis mjesta svjetske baštine u Europi. Zaštićeno područje se sastoji od četiri dijela:
- Arheološki park na vrhu poluotoka poznatog kao Zlatni rog u kojemu se nalaze najvažniji spomenici Istočnog Rimskog Carstva: Konstantinov hipodrom (324.) i Teodozijeve zidine (413.); ali i spomenici Bizantskog carstva kao što su: Aja Sofija i Crkva Svetog Mira koje su izgrađene za vladavine cara Justinijana I. Velikog (527. – 565.), te najvažniji spomenici iz osmanskog razdoblja: džamija Ahmedija (tzv. Plava džamija) i palača Topkapi Saraj
- Četvrt Sulejmanije je izgrađena za vrijeme vladavine Sulejmana Veličanstvenog (1520. – 1566.) i u njoj se nalazi Valensov akvedukt (378.), Sulejmanija, Džamija Jeni, Šehzada i 525 tradicionalnih osobnih drvenih kuća.
- Četvrt Zeyrek je mjesto gdje se nalazi Manastir Krista Pantokratora izgrađen za vrijeme vladavine Ivana II. Komnena (1118. – 1143.)
- Područje bedema gdje se nalazi ostatak Teodozijevih zidina i Crkva Hora s prekrasnim slikama iz 14. i 15. stoljeća.

Osim ovih spomenika, Istanbul krase i mnogi drugi kao što su: Most Galata, četvrt Sarajburnu Toranj Galata, te Bajazitov toranj. Također se u gradu mogu vidjeti mnoge moderne zgrade, neboderi, trgovački centri i dr.

### Muzeji
Najpoznatiji su muzeji u Istanbulu Topkapı Sarayı (bivša Sultanova palača ili Carigradski dvor), Aja Sofija, Crkva Hora, Arheološki muzej, Muzej turske i islamske umjetnosti, Istanbulski muzej moderne umjetnosti i Dolmabahçe Sarayı.
Mnoge pomoćne zgrade raznih džamija pretvorene su u muzeje te pružaju impresivan dojam osmanskog razdoblja.

### Građevine

#### Bizantski i kršćanski Carigrad do 1453. godine
U današnjem Istanbulu još se mogu naći mnoge povijesne građevine. Mnoge građevine danas su ruševine, te postoji mali broj njih koje su izdržale stoljeća.
- Hipodrom (At Meydanı), sagrađen 203. godine
- Konstantinski forum (Çemberli Taş), sagrađen 328. godine
- Valensov akvadukt (Bozdoğan Kemeri), završen 368. godine
- Teodezijevi bedemi, završeni 424. godine
- Morski bedemi, završeni 439. godine
- razni povijesni spomenici, kao npr. 20 m visok obelisk Tuthmosisa III. donesen iz Egipta
- Cisterna Bazilike (Yerebatan Sarnıcı) iz 6. stoljeća

Neke su crkve skoro netaknute, preživjele prvo kao džamije, a onda kao muzeji:
- Aja Sofija (Ayasofya Camii, Crkva sv. Mudrosti), završena 537. godine
- Crkva Pammakaristós (Fethiye Camii), sagrađena u 11. ili 12. stoljeću
- kasnobizantska Crkva Hora (Kariye Camii), sadašnjeg izgleda od 14. stoljeća
- Aja Irena ili Crkva „sv. Irena” (Aya İrini), koja je izbjegla preobrazbu u džamiju, te je služila kao oružarnica

#### Osmanski Carigrad
Osmanski sultan i njegovi dužnosnici, odmah nakon osvajanja grad, željeli su promijeniti njegov izgled, da bi demonstrirali svoju moć i vjeru. Budući da su se divili grčkoj arhitekturi grad, za preobrazbu grada zadužili su Sinana (Mimar Sinan), porijeklom najvjerojatnije Grk ili Armenac, koji je razvio poseban osmanski stil gradnje.
Od 18. stoljeća, u gradnji se osjeća utjecaj zapadnjačkih stilova, kao barok (Lâleli Camii), klasični stil i secesija (Kamondo Merdivenleri, Beyoğlu). Za vrijeme Turske Republike javlja se „Prvi nacionalni arhitektonski pokret”.
Osmanska arhitektura najviše se opaža u:
- palačama i rezidencijama
- džamijama i njihovim dodatnim zgradama
- velikim dućanima, trgovinama i konačištima
- bazarima
- namjenskim i ukrasnim zgradama.

##### Rezidencije
- Topkapı Sarayı (Palača Topkapi) do 1856. bila je dom sultanove obitelji (harem), te sjedište vladara (divan), te stoga i središte osmanske vlasti i moći. Ova, više puta izmijenjena palača, nalazi se na vrhu poluotoka između Zlatnog roga, Bospora i Mramornog mora. Danas je jedna od najvažnijih istanbulskih turističkih atrakcija.

- Dolmabahçe Sarayı (Palača Dolmabahçe), koja je od 1856. bila upravno središte Osmanskog Carstva, sagrađena je na europskoj strani grada, čime se pokazivala sultanova privežnost Europi. Palača je građena od 1842. do 1853. godine.

##### Džamije
Kao iskaz vjere, sultani, veziri i mnogi drugi osmanski moćnici, obično su bogato financirali gradnju džamija. Velik broj đžamija građen je po uzoru na Aju Sofiju.
Oko prostorije za molitvu obično je sagrađen kružni dvorišni prostor (hrvatski turcizam: avlija, turski: avlu) te je obično sagrađen i külliye zajedno s medresom, koja je npr. korištena kao osnovna škola (mektep), teološka ili liječnička škola s prostorom za stanovanje (hücre), bolnica (dar-üş-şifa), hospicij (tabhane), pučka kuhinja (imaret), knjižnica (kütüphane), prenočište (karavan-saraj), kupelji (hamam), grobnice (türbe), a ponekad je građen i opservatorij za kalendarske izračune, vezane uz religiju (muvakkithane).
Tipične džamije ovog razdoblja jesu:
- iz ranog osmanskog razdoblja
  - Mahmut Paşa Camii, najstarija primljena velika džamija iz 1462.
  - Sultan Beyazıt Camii – najstarija primljena sultanova džamija iz 1506.
- džamije arhitekta Sinana
  - İskele Camii u Üsküdaru – prva sinanova džamija iz 1548.
  - Şehzade Camii – sinanov početnički rad iz 1548.
  - Sultan Süleyman Camii – sinanovo djelo iz 1557.
  - Rüstem Paşa Camii – dar velikih vezira iz 1561. (dobila ime po Hrvatu Rustemu-paši Opukoviću)
  - Piyale Paşa Camii – sinanovo djelo iz 1578.
- kasnije razdoblje
  - Yeni Camii – građena od 1597. do 1663.
  - Sultan Ahmet Camii – slavna „plava džamija” iz 1617.
  - Sultan Mehmet Fatih Camii – nova zgrada nakon potresa, 1766. godine
  - Eyüp Sultan Camii – džamija utemeljena 1458. te sagrađena u novom stilu između 1798. i 1800.
- osmanski barok
  - Nuru Osmaniye Camii – kupolasta struktura, izvorno od bijelog mramora s polukružnim dvorištem iz 1755.
  - Lâleli Camii – završena 1763. godine, te nakon potresa obnovljena 1783. godine, barokna džamija s malim bazarom u podrumu
  - Nusretiye Camii – džamija za vojnike, građena uz nekadašnju vojarnu, iz 1826.
  - Dolmabahçe Camii – uz obalu Bospora, građena uz istoimenu palaču, iz 1853.

Napomena: turska riječ camii znači „džamija”.

##### Bazari
- veliki Prekriveni bazar (Kapalı Çarşı), Egipatski bazar (Mısır Çarşısı) i Knjiški bazar (Sahaflar Çarşısı)

- Valide Hanı i Rüstem Paşa Hanı.

Napomena: perzijska riječ bazar (بازار‎) znači „tržnica”.

##### Namjenske i ukrasne zgrade
- turske kupelji (hamam)
  - Çemberlitaş-Hamam u Starom Stambulu
  - Galatasaray-Hamam u Beyoğluu
- bunari
  - Čisti bunar (şadırvan), unutar džamijskog dvorišta (avsu), npr. osmokutni bunar u Yeni Cami
  - Bunarska kuća (sebil), npr. Valide Sultan Turhan Hadice Sebili kod Yeni Cami
  - Česme (çeşme), npr. bunar iz 1906. kod njemačkog vrhovnog konzulata
  - zanimljivost je i bunar kod Hipodroma koji je donirao njemački car Vilim II.
- turbe (grobnice) 
  - mauzoleji raznih članova sultanove obitelji i visokih dužnosnika i plemića unutar Süleymaniye Camii, Aje Sofije i Eyüp Camii
- vojarne
  - Selimiye-Kaserne u Üsküdaru
- utvrde
  - Yedikule („dvorac sa sedam tornjeva“) na južnom kraju Teodezijevih zidina
  - Rumeli Hisarı i Anadolu Hisarı na Bosporu
- tornjevi
  - Toranj Galata
  - Toranj Beyazıt
  - Leandrov toranj (Kız kulesi) na bosporskom otoku, kod Üsküdara
- mostovi
  - stari most Galata, nekoliko puta mijenjan između 1845. i 1912.
- kolodvori
  - Sirkeci Garı, europski glavni kolodovor
  - Haydarpaşa Garı, azijski glavni kolodvor
- stambene zgrade
  - drvene zgrade koje se mogu naći u Fatihu i Üsküdaru
  - drveni ljetnikovci (Yali) koje se mogu naći na obje strane Bospora, u novije su vrijeme renovirane
  - boravišne zgrade s podrumskim radnjama koje su se otvarale u 19. stoljeću. Danas se mogu naći u Beyoğluu
- Zgrade veleposlanstava u Beyoğluu, danas većinom konzulati
- crkve i sinagoge.

#### Istanbul od pada Osmanskog Carstva do 1950-ih

##### Prvi nacionalni arhitektonski pokret (1912. – 1929.)
Do kraja 20-ih godina u državi je trajao arhitekturalni pokret znan kao Prvi nacionalni arhitektonski pokret. Primjeri su:
- Beşiktaş İskelesi, 1913. godine, arhitekt Ali Talat
- Haydarpaşa İskelesi, 1915. godine, arhitekt Vedat Tek
- Vakıf Hanı u Eminönüu, 1912. – 1926. godine, arhitekt Kemalettin Bey
- Hotel Merit Antique u Lâleli, 1912. – 1922. godine, arhitekt Kemalettin Bey

Od 30-ih godina, često su za javne zgrade zapošljavani strani arhitekti koji su u turski ukrasni stil dodali i međunarodni element te su djelovali na lokalne, turske arhitekte.

##### Drugi nacionalni arhitektonski pokret (1940. – 1950.)
Kao začetnika Drugog nacionalnog arhitektonskog pokreta, smatra se Bruno Taut (1880. – 1938.). On je napravio točnu analizu osmanskog stila, kao pročelnik katedre na Akademiji lijepih umjetnosti u Istanbulu i kao šef građevnog odjela u Ministarstvu obrazovanja u Ankari. Time je stvoren posebni turski građevni stil. Primjer:
- İstanbul Ünivertesisi, Fen Fakültesi, 1942.

#### Višestruki građevni stilovi od 1960-ih
Istanbulsku arhitekturu zadnjih desetljeća obilježavaju višestruki stilovi u kojima se mogu naći svi elementi od sinanskog razdoblja pa do najnovijih trendova u gradnji. Zbog velikog broja stilova, grad je postao pokusna zona moderne arhitekture.
- građevine arhitekta Sedada Hakkıja Eldema u turskom stilu:
  - Sosyal Sigortalar Külliyesi (1970.),
  - Atatürk Kütüphanesi (1976.)
  - Koç Holding A.S. Nakkaştepe Tesisleri (1986.)
- neboderi:
- Hotel InterContinental u Beyoğluu, visina 87 m, završen 1968.
- Barbaros Plaza u Leventu, dvije zgrade, visina 80 m, završeno 1987.
- Yapı ve Kredi Bankası u Levent, visina 120 m, završeno 1995.
- Işbank Tower 1 u Beşiktaşu, visina 181 m, završeno 2000.
- Sun Plaza in Şişli, visina 147 m, završeno 2005.
- mostovi:
  - Most mučenika 15. srpnja, prvi bosporski most, otvoren 1973.
  - Haliç Köprüsü (Fatih Köprüsü), most autoceste iznad Zlatnog roga, otvoren 1974.
  - Fatih Sultan Mehmet Köprüsü, drugi bosporski most, otvoren 1988.
  - Galata Köprüsü, novi most od 1992.
- televizijski tornjevi:
  - Camlica
  - Endem

#### Zaštita kulturnih spomenika
Prvu sistematsku zaštitu gradskih spomenika pokrenula je gradska vlast, krajem Prvog svjetskog rata, koji je ostavio mnoge spomenike opljačkana i oštećene. Ovaj je projekt od 1917. do 1918. vodio njemačko-turski povjesničar umjetnosti i pisac Friedrich Schrader.
U 60-ima je u zaštiti spomenika posebno bio aktivan Çelik Gülersoy. 
Od 1985. godine, cijeli istanbulski stari grad je na UNESCO-ovu popisu svjetske baštine.

## Obrazovanje
U Istanbulu se nalaze neke od najpriznatijih i kvalitetnijih ustanova visokog obrazovanja u Turskoj. Većina ovih sveučilišta javna su, ali se proteklih godine naglo povećao i broj privatnih sveučilišta.

### Sveučilišta
Neke od najpoznatijih obrazovnih institucija u Istanbulu jesu: Istanbulsko tehničko sveučilište [Istanbul Teknik Üniversitesi (İTÜ)], Bosporsko Sveučilište (Boğaziçi Üniversitesi), Sveučilište Galatasaray, Istanbulsko sveučilište [İstanbul Üniversitesi (İÜ)], Sveučilište Marmara (Marmara Üniversitesi), Yildiz tehničko sveučilište (Yıldız Teknik Üniversitesi) i Sveučilište lijepih umjetnosti Mimar Sinan (Mimar Sinan Güzel Sanatlar Üniversitesi).
Privatne obrazovne institucije jesu: Istanbulsko trgovačko sveučilište (İstanbul Ticaret Üniversitesi), Sveučilište Bahçeşehir (Bahçeşehir Üniversitesi), Sveučilište Koç (Koç Üniversitesi), Sveučilište Sabanci (Sabancı Üniversitesi), Sveučilište Bilgi (İstanbul Bilgi Üniversitesi), Istanbulsko kulturno sveučilište, Sveučilište Isik (Işık Üniversitesi), Sveučilište Yeditepe (Yeditepe Üniversitesi), Sveučilište Fatih (Fatih Üniversitesi), Sveučilište Maltepe (Maltepe Üniversitesi), Sveučilište Kadir Has (Kadir Has Üniversitesi), Sveučilište Haliç (Haliç Üniversitesi), Sveučilište Dogus (Doğuş Üniversitesi) i Sveučilište Beykent (Beykent Üniversitesi).

### Srednje škole
U gradu postoji veliki broj klasičnih, nacionalnih i privatnih gimnazija tj. srednjih škola. Zanimljiva je činjenica da u Istanbulu postoji jako veliki broj francuskih gimnazija. Frankofone gimnazije u gradu jesu:
- Lycée Saint-Benoit (1783.)
- Lycée Sainte-Pulchérie (1846.)
- Lycée Notre-Dame de Sion (1856.)
- Lycée Saint-Joseph (1870.)
- Lycée Saint-Michel (1886.)
- Lycée Pierre Loti (1942.)
- Lycée Galatasaray (1868.).

Osim francuskih, postoji i nekoliko drugih stranih srednjoškolskih ustanova, kao: Amerikan Robert Lisesi (Američki Robert koledž), Uskudar Amerikan Lisesi (Uskudar američka akademija), Özel Alman Lisesi (privatna njemačka škola), Liceo Italiano (Talijanska srednja škola), te mnoge druge turske privatne srednjoškolske ustanove.
Anadolu Liseleri (Anatolijske srednje škole) namijenjene su učenicima koji su odrasli u inozemstvu, tako je npr. u Üsküdar Anadolu Lisesi njemački nastavni jezik.
Posebnost su tzv. znanstvene srednje škole, u kojima se ohrabruju znanstvena istraživanja, te se smatraju najkvalitetnijim turskim školama.
Također postoji i određeni broj islamskih srednjih škola, kao npr. srednja škola za imame „Hatip Lisesi”.

### Knjižnice
U Istanbulu postoje mnoge knjižnice, od kojih su najvažnije:
- Süleymaniye knjižnica (Süleymaniye Kütüphanesi) (Beyazıt)
- Istanbul Çelik Gülersoy knjižnica (Çelik Gülersoy Kütüphanesi) (Sultanahmet)
- Knjižnica u palači Topkapi (Topkapı Sarayı Kütüphanesi) (Sultanahmet)
- Knjižnica Arheološkog muzeja (Arkeoloji Müzesi Kütüphanesi) (Sultanahmet)
- Knjižnica ženskih radova (Kadin Eserleri Kütüphanesi) (Haliç)
- Atatürkova knjižnica (Taksim)
- Knjižnica Goethe Instituta (Beyoğlu)
- Američka knjižnica (Amerikan Kütüphanesi) (Tepebaşı)
- Knjižnice sveučilišta
- Knjižnice muzeja
- Knjižnice javnih i privatnih poduzeća
- Lokalne okružne knjižnice.

## Promet
Grad je važno nacionalno i međunarodno prometno križište.

### Opći promet

#### Zračni promet
U Istanbulu postoje dvije međunarodne zračne luke. Veća je Međunarodna zračna luka Atatürk u Yeşilköyu, 24 km od gradskog centra u europskom dijelu grada. Druga je, modernija, Međunarodna zračna luka Sabiha Gökçen na azijskoj strani grada, udaljena 20 km od grada, te 45 km istočno od europskog centra grada.

#### Željeznički promet
Stanica Sirkeci zadnja je stanica za sve željezničke pruge na europskoj strani. Postoji samo jedna svakodnevna ruta i to za Bukurešt. Između Bospora i stanice Haydarpasa, prometuje se nekoliko puta dnevne prema Ankari i rjeđe prema drugim odredištima u Anatoliji. Ove su dvije istanbulske stanice, preko Bospora, spojene trajektom. U bliskoj budućnosti, projektom Marmaray spojit će se ove dvije željezničke trase, kao i metro sustav.

#### Cestovni promet
Istanbul je vrlo dobro povezan razvijenom cestovnom mrežom koja se stalno nadograđuje. S Europom ga spajaju ceste E5, E90 i prekoeuropska cesta za motorna vozila. Ceste za motorna vozila također spajaju grad s Ankarom i Edirneom. Grad ima dvije obilaznice, starija E5 koristi se većinom za gradski promet, dok se novija koristi za međugradski i međukontinentalni promet. Bosporski most i Fatih Sultan Mehmet most povezuju ove autoceste na dva kontinenta, preko Bospora.

#### Pomorski promet
Istanbulska luka najvažnija je u zemlji. Stara luka u Zlatnom rogu služi većinom nautičarima. Stalne veze, kao i krstarice povezuju nekoliko europskih luka, kao: Pirej (Grčka) i grčki otoci, Dubrovnik (Hrvatska), Venecija, Napulj (Italija), Marseille (Francuska), Haifa (Izrael) u Sredozemlju, kao i Odesu (Ukrajina) u Crnom moru.

### Javni prijevoz

#### Autobus
Autobusni vozni park sastoji se od 2571 vozila, čiji su proizvođači: MAN (767), Ikarus (1404), Mercedes-Benz (354), DAF/Optare (39) i Berkhof (7). Busevi dnevno prijeđu 448 000 km na 468 autobusnih linija sa 7889 autobusnih stanica. Godine 2003. autobusima je prevezeno 435 milijuna ljudi, što je 14,2 % ukupnoga javnog prijevoza u Istanbulu.
Od 1985. godine dopušteni su privatni autobusi pod nadzorom javne službe. Trenutačno postoji 1366 privatnih autobusa za javni promet, uključujući 89 autobusa na kat.

#### Uspinjača (Tünel)
Ovo je prva podzemna metro linija u kontinentalnoj Europi te druga u svijetu poslije Londonskog metroa (treća, ako se računa newyorški napušteni projekt Atlantic Avenue Tunnel u Brooklynu.
Tünel je dugačak 573 m, s visinskom razlikom od 60 m, bez ikakvih stanica između Karaköya i trga Tünel, što ga čini prvom podzemnom uspinjačom. U neprestalnoj je upotrebi od 1875. godine. Dva vozila na jednoj pruzi voze svakih 3,5 minuta, a put traje 1,5 minuta. Svaki dan preveze se oko 15 000 ljudi.
Druga, nova moderna uspinjača, s istim principom rada otvorena je u lipnju 2006. godine, spajajući Kabataş i Taksim. Duga je oko 600 metara s usponom od 60 metara, što prijeđe u 110 sekundi.

#### Laka željeznica
Gradska laka željeznica otvorena je 3. rujna 1989. godine te je povezivala Aksaray i Kartaltepe. Linija je kasnije dorađena te je spojena sa zračnom lukom Atatürk, 30. prosinca 2002. Postoji 18 stanica, od kojih su 6 pod zemljom, a 3 su vijaduktne. Linija je duga 19,3 km te je potpuno izolirana od ostalog prometa, bez ikakvog međusobnog križanja. Linija pod zemlju ide 4,4 km. 37 vozila s dva vagona dnevno prevezu 200 000 putnika. Ova investicija stajala je oko 550 000 000 US$.
U azijskom dijelu grada još uvijek traje gradnja lake željeznice od Kadikoya do Kartala.
Stanice istanbulske lake željeznice jesu: Havalimanı (Zračna luka Atatürk), Dünya Ticaret Merkezi, Yenibosna, Ataköy, Bahçelievler, Bakırköy, Zeytinburnu, Merter, Davutpaşa, Terazidere, Otogar/Esenler, Kartaltepe, Sağmalcılar, Bayrampaşa, Ulubatlı, Emniyet, Aksaray.

#### Metro
Gradnja istanbulske podzemne željeznice započela je 1992. godine. Prva linija između Taksima i 4. Leventa puštena je u promet 16. rujna 2000. godine. Gradnja na azijskoj strani grada još je u tijeku. 
Sustav s trenutnim kapacitetima koje posjeduje dnevno preveze oko 130 000 putnika.

#### Nostalgični tramvaj
Krajem 1990. godine, povijesni tramvaj ponovno je pušten u promet u aveniji İstiklal (İstiklal Caddesi), između trga Taksim (Taksim Meydanı) i Tünel. Tramvaj pokriva samo jednu liniji dugu 1,6 km.
Dana 1. studenoga 2003. godine, otvorena je još jedna linija nostalgičnog tramvaja u azijskoj strani grada između četvrti Kadıköy i Moda. Na ovoj ruti dugačkoj 2,6 km, postoji 10 stanica, a ukupno putovanje traje 21 minutu. 2003. godine 641 000 ljudi prevezeno je nostalgičnim tramvajem.

#### Tramvaj
Brzi tramvaj na standardnim tračnicama s modernim vozilima, vozi od 1992. godine, spajajući Sirkeci i Topkapi. Linija je u ožujku 1994. godine, proširena od četvrti Topkapi do Zeytinburnu, te od Sirkeci do Eminönü, u travnju 1996. godine. Dana 30. siječnja 2005. godine, pruga je proširena od Sirkecija do Kabataşa, prelazeći preko Zlatnog roga nakon 44 godine. Linija ima 24 stanice na dužini od 14 km. Na njoj vozi 55 vozila od ABB-a. Ukupno putovanje traje 42 minute, a dnevno se preveze oko 155 000 putnika. Ova investicija stajala je 110 milijuna US$.
Stanice su sljedeće: Zeytinburnu, Mithatpaşa, Akşemsettin, Seyitnizam, Merkezefendi, Cevizlibağ, Topkapı, Pazartekke, Çapa, Fındıkzade, Haseki, Yusufpaşa, Aksaray, Laleli (Üniversite), Beyazıt (Kapalıçarşı), Çemberlitaş, Sultanahmet, Gülhane, Sirkeci, Eminönü (ferryboats), Karaköy, Tophane, Fındıklı, Kabataş.
Između Taksima i Kabataşa u lipnju 2006. otvorena je moderna podzemna uspinjača koja povezuje ovu liniju s metroom u Taksimu.

#### Prigradska željeznica
Prigradska željeznica povezuje glavni kolodvor Sirkeci na europskoj strani s 18 stanica, raspoređenih na 30 km, od kojih je zadnja kolodvor Halkali. Putovanje ukupno traje 48 minuta. Druga prigradska željeznica povezuje na anatolijskoj strani glavni kolodvor Haydarpaşa do kolodvora Gebze. Ova linija duga je 44 km te ima 28 stanica, a ukupno putovanje traje 65 minuta. Na obje linije voze električni vlakovi koji na svakoj liniji prevezu po oko 13 000 putnika.

#### Trajekt
Trajekti plove na 15 linija, koje spajaju 27 morskih luka na obalama Bospora i Mramornog mora. Dvadeset trajekata godišnje preveze oko 61 milijun putnika. U 1980-ima prevezeno je oko 150 milijuna putnika. Zbog modernizacije ova je usluga 2005. godine prepuštena İDO-u, koji upravlja morskim autobusima u Istanbulu.

#### Morski autobus
16. travnja 1987. godine općina Istanbul osnovala je društvo za brzi pomorski prijevoz katamaranima. Prvih 10 brodova kupljeno je od Norveške te se njima izvela modernizacija pomorskog prijevoza. Danas društvo İDO opslužuje 29 terminala flotom od 28 katamarana, uključujući šest brzih trajekata za automobile.

#### Žičara
Kratka žičara u dolini iznad parka Demokracije povezuje Taksim i Maçku od 1993. godine. Povezuje hotele Istanbul Hilton s jedne strane s Parksa Hilton i Swissotel The Bosphorus s druge. Šovezna žica duga je 333 m te prevozi u dvije šestosjedalne kabine oko 1000 putnika dnevno. Putovanje traje 3 minute.
Druga linija žičareotvorena je 2005. godine između povijesnog okruga Eyüp i Pierre Loti caféa na vrhu brda.

### Marmaray
Marmaray je projekt kojim se spojila europska i azijska strana Istanbula, podvodnim tunelom ispod Bosporskog tjesnaca. Ime projekta dolazi od spoja riječi Marma (Mramorno more) i ray (željeznica).
Projekt je počeo s gradnjom u svibnju 2004. godine, a njegov se završetak predviđan je za 2009. godinu. Završetak je bio odgađan, jer su na mjestu iskapanja tunela pronađeni arheološki ostaci iz bizantskog razdoblja. Tunel Marmaray svečano je otvoren 29. listopada 2013., na 90. godišnjicu neovisnosti Republike Turske.

## Sport

### Nogomet
Istanbul je dom mnogih nogometnih momčadi, od kojih su prvoligaši: Beşiktaş JK, Galatasaray SK i Fenerbahçe SK.
- Beşiktaş je najstarija turska sportska udruga iz 1903. godine. Ovaj je klub bio nacionalni prvak 12 puta, a igra domaće utakmice na stadionu İnönü u okrugu Beşiktaş. Stadion može primiti 32 000 ljudi.
- Galatasaray, osnovan 1905. godine, bio je turski prvak 16 puta, te je 1959. osvojio Kup UEFA-e i UEFA-in Superkup 2000. godine. Domaći je stadion Ali Sami Yen Stadyumu, kapaciteta 22 500 mjesta, a uskoro se planira i novi, veći stadion.
- Fenerbahçe, osnovan 1907. godine, bio je turski prvak 16 puta. Klupski je stadion Şükrü Saracoğlu Stadyumu u četvrti Kadiköy, te prima 52 500 ljudi.
- Istanbulspor, osnovan 1926. godine, četvrti je po veličini istanbulski klub, te trenutačno igra u drugoj ligi. Za razliku od ostala tri kluba, ovaj nema velik broj navijača. Klupski stadion je Güngören M.Yahya Baş Stadyumu, koji prima 10 500 gledatelja.
- Istanbul je bio domaćin nogometne Lige prvaka u sezoni 2004./05. kada je pobjednik bio Liverpool nakon pobjede nad Milanom nakon minusa od 0:3 i jedanaesteraca.

### Automobilske i motociklističke utrke
Istanbul je domaćin sljedećih natjecanja: Formula 1 Velika Nagrada Turske, MotoGP Velika Nagrada Turske, FIA World Touring Car Championship, GP2 i Le Mans Series utrke od 1000 km u İstanbul Parku.

### Zračne utrke
29. srpnja 2006. godine, İstanbul je bio domaćin četvrtog kola Red Bull Air Race World Seriesa iznad Zlatnog roga.

## Pobratimljeni gradovi
Istanbul ima 45 pobratimljenih gradova. To su:
- Almati, Kazahstan
- Amman, Jordan
- Baku, Azerbajdžan
- Barcelona, Španjolska
- Berlin, Njemačka
- Budimpešta, Mađarska
- Buenos Aires, Argentina
- Busan, Južna Koreja
- Caracas, Venecuela
- Constanţa, Rumunjska
- Čitagong, Bangladeš
- Dubai, Ujedinjeni Arapski Emirati
- Drač, Albanija
- Džakarta, Indonezija
- Džida, Saudijska Arabija
- Firenca, Italija
- Havana, Kuba
- Houston, SAD
- Johor Bahru, Malezija
- Kabul, Afganistan
- Kairo, Egipat
- Kartum, Sudan
- Köln, Njemačka
- Kazan, Rusija
- Lahore, Pakistan
- Mari, Turkmenistan
- Odesa, Ukrajina
- Oš, Kirgistan
- Plovdiv, Bugarska
- Prag, Češka
- Rabat, Maroko
- Rio de Janeiro, Brazil
- Sarajevo, BiH
- Samarkand, Uzbekistan
- Shimonoseki, Japan
- Skoplje, Sjeverna Makedonija
- Petrograd, Rusija
- Stockholm, Švedska
- Strasbourg, Francuska
- Šangaj, Kina
- Tbilisi, Gruzija
- Venecija, Italija
- Varšava, Poljska
- Xi'an, Kina

## Poznati stanovnici
| - Abdul Hamid II., sultan Osmanskog Carstva - Abdul Medžid II., zadnji kalif Osmanskog Carstva - Halide Edip Adıvar, turski književnik i feminist - Aelia Pulcheria, kćerka cara Arkadija - Lale Akgün, njemačka političarka - Fatih Akyel, turski nogometaš - Buket Alakuş, tursko-njemačka režiserka - Ferid Alnar, turski kompozitor - Andronik III. Paleolog, bizantski car - Eugène Michel Antoniadi, grčki astronom - Kaan Arslanoğlu, turski psihijatar, novinar i pisac - Duygu Asena, turska novinarka, književnica i aktivistica za ženska prava - Necdet Mahfi Ayral, turski glumac - Ayse Erkmen, umjetnica - Can Bartu, turski nogometaš - Emre Belözoğlu, turski nogometaš - Seyla Benhabib, profesorica političkih znanosti - İdil Biret, turski pijanist - Agnes Bluhm, njemačka liječnica - Cornelius Castoriadis, grčki filozof i psihoanalitičar - Melih Cevdet, turski pisac | - Paša Ibrahim Derviš, general osmanske vojske - Bülent Ecevit, turski političar - Ismail Enver, političar, general i ratni ministar Osmanskog Carstva - Sertab Erener, turska pjevačica - Ulvi Cemal Erkin, turski kompozitor - Fatma Pesend, žena sultana Abdula Hamida Drugog - Henri Fayol, francuski teoretičar organizacije - Füruzan, turska spisateljica - Heinz Grossekettler, njemački ekonomist - Ara Güler, tursko-armenski fotograf - Ebru Gündeş, turska pjevačica - Tunç Hamarat, austrijsko-turski šahist - Ahmed Hikmet, turski pisac - Katja Husen, njemačka političarka - Hagop Iskender, armensko-turski fotograf - Hans Lange, njemačko-američki dirigent - Ivan VI. Kantakuzen, bizantski car - Julijan Apostata, rimski car od 361. do 363. - Elia Kazan, američki filmski režiser - Aleksije II. Komnen, bizantski car - Ivan II. Dobri Komnen, bizantski car | - Ana Komnina, bizantska princeza i povjesničarka - Konstantin VII. Porfirogenet, bizantski car - Olimpija iz Konstantinopola, đakonica i opatica - Erkin Koray, turski pjevač - Bülent Korkmaz, turski nogometaš - Fahri Korutürk, turski političar i admiral - Lefter Küçükandonyadis, tursko-grčki nogometaš - Richard von Kühlmann, njemački diplomat - Leon VI. Mudri, bizantski car - Sabri Mahir, turski boksač - Mahmud II., sultan Osmanskog Carstva od 1808. do 1839. - Julij Martov, ruski političar - Mehmed Emin Ali Paša, osmanski državnik - Mihajlo I. Rangabe, carigradski patrijarh - Mihajlo III. Pijanac, bizantski car - Mihael Pselos, bizantski filozof, političar i povjesničar - Murat V., sultan Osmanskog Carstva - Mustafa Reşit Paşa, osmanski državnik i diplomat - Aziz Nesin, pedagog i pisac - Nikefor III. Botanijat, bizantski car - Serdar Ortaç, turski pjevač | - Ivan VIII. Paleolog, bizantski car - Orhan Pamuk, turski pisac - Ajda Pekkan, turska pjevačica i glumica - Focije, carigradski patrijarh - Pir Nureddin al-Dscherrahi, islamski misticist - Akif Pirinçci, njemačko-turski pisac - Proklo, grčki filozof i matematičar - Mustafa Sandal, turski glazbenik - Rudolph Schildkraut, američko-austrijski glumac - Beren Saat, turska glumica - Sokrat Skolastik, kršćanski povjesničar - Serdar Somuncu, njemački režiser i glumac - Sulejman II., sultan Osmanskog Carstva - Haldun Taner, turski pisac - Cüneyt Tanman, turski nogometaš - Teodora Komnena, kraljica Jeruzalema - Teofan Ispovjednik, bizantski redovnik - Ivan I. Cimisk, bizantski car - Ali Sami Yen, turski sportaš - Alexandros Ypsilantis, ruski general i grčki narodni junak - Arif Mardin, tursko-američki glazbeni producent - Hande Yener, pjevačica |

## Vanjske poveznice
- (tur.)Službena stranica općine İstanbul
- (tur.)(engl.)Službena stranica grada
- (fr.)Povijest i vodič kroz İstanbul
- (tur.)(engl.)Slike iz arheološkog muzeja
- (tur.)Povijest Istanbula  Arhivirana inačica izvorne stranice od 25. rujna 2018. (Wayback Machine)
- (fr.)Stranica francuskog instituta u Istanbulu
- (engl.)Karte grada  Arhivirana inačica izvorne stranice od 23. veljače 2007. (Wayback Machine)